# L'Éveil (film, 1925)
Pour les articles homonymes, voir L'Éveil.
Pour plus de détails, voir Fiche technique et Distribution.
L'Éveil est un film muet franco-suisse réalisé par Marcel Dumont et Gaston Roudès, sorti en 1925.

## Fiche technique
- Titre : L'Éveil
- Réalisation : Marcel Dumont et Gaston Roudès
- Scénario : Marcel Dumont et Gaston Roudès
- Photographie : Albert Brés, Gabriel Terrier
- Producteur : Georges Hiplech Jr.
- Société de production : 	Les Grandes Productions Cinématographiques, Agence Suisse du Cinéma (Montreux)
- Pays de production :  France,  Suisse
- Langue : film muet avec les intertitres  en français
- Format : Noir et blanc — 35 mm — 1,33:1 — Muet
- Genre : Film dramatique
- Dates de tournage : avril-juin 1924
- Dates de sortie : 
  - France : 23 février 1925

## Distribution
- France Dhélia : Muguette, dite Misère
- Georges Lannes : Xavier Lecoeur
- Léonce Cargue : Vladimir Igor
- Henriette Delannoy : Léonora Clairmez / Olga Vassili
- Maëthella : La mère Lagnolle
- Maggy Delval : Madame Lecoeur